# Исчезнувшие населённые пункты Ивановской области/Юрьевецкий район
Исчезнувшие населённые пункты Ивановской области/Юрьевецкий район
- Аверино, Чуркинский с/с, № 86 от 17.02.1972
- Алешино, Чуркинский с/с, № 86 от 17.02.1972
- Базарово, Елнатский с/с, № 318 от 22.10.1986
- Башарино, Махловский с/с, № 29 от 22.01.1998
- Бедрино, Соболевский с/с, № 318 от 22.10.1986
- Беловское, Каменниковский с/с, № 809 от 9.12.1974
- Беляиха, Лазаревский с/с, № 38 от 13.01.1969
- Блиниха, Соболевский с/с, № 809 от 9.12.1974
- Бокотуриха, Обжерихинский с/с, № 38 от 13.01.1969
- Бор, Задорожский с/с, № 86 от 17.02.1972
- Борисоглебское, Обжерихинский с/с, № 483 от 26.10.1964
- Борок, Елнатский с/с, № 483 от 26.10.1964
- Брянское, Махловский с/с, № 318 от 22.10.1986
- Булатово, Соболевский с/с, № 21/16 от 12.12.1977
- Бурдиха, Михайловский с/с, № 809 от 9.12.1974
- Вантино, Обжерихинский с/с, № 85 от 22.04.1999
- Ватагино, Елнатский с/с, № 29 от 22.01.1998
- Воронино, Задорожский с/с, № 86 от 17.02.1972
- Выголово, Каменниковский с/с, № 21/16 от 12.12.1977
- Выползово, Махловский с/с, № 483 от 26.10.1964
- Высоково, Михайловский с/с, № 38 от 13.01.1969
- Высокополье, Елнатский с/с, № 29 от 22.01.1998
- Высокополье Малое, Елнатский с/с, № 86 от 17.02.1972
- Гарино, Чуркинский с/с, № 809 от 9.12.1974
- Гарь Бушевая, Махловский с/с, № 318 от 22.10.1986
- Гарь Малая, Михайловский с/с, № 86 от 17.02.1972
- Гатилиха, Соболевский с/с, № 483 от 26.10.1964
- Глухарево, Задорожский с/с, № 20/11 от 15.11.1976
- Голевская, Обжерихинский с/с, № 86 от 17.02.1972
- Горбуниха, Обжерихинский с/с, № 483 от 26.10.1964
- Горшиха, Задорожский с/с, № 86 от 17.02.1972
- Горшково, Махловский с/с, № 29 от 22.01.1998
- Гребенкино, Каменниковский с/с, № 86 от 17.02.1972
- Гуменки, Елнатский с/с, № 38 от 13.01.1969
- Давыдково, Обжерихинский с/с, № 20/11 от 15.11.1976
- Двоебортное, Каменниковский с/с, № 86 от 17.02.1972
- Демкино, Чуркинский с/с, № 809 от 9.12.1974
- Долгишево, Михайловский с/с, № 17/9 от 11.11.1979
- Дорино, Елнатский с/с, № 29 от 22.01.1998
- Дудиха, Щекотихинский с/с, № 21/16 от 12.12.1977
- Дулепино, Елнатский с/с, № 29 от 22.01.1998
- Жуково, Обжерихинский с/с, № 17/9 от 11.11.1979
- Загнетино, Пелевинский с/с, № 318 от 22.10.1986
- Зубариха, Пелевинский с/с, № 318 от 22.10.1986
- Ивановское, Каменниковский с/с, № 809 от 9.12.1974
- Инино, Обжерихинский с/с, № 318 от 22.10.1986
- Калашново, Михайловский с/с, № 38 от 13.01.1969
- Калиньево, Соболевский с/с, № 29 от 22.01.1998
- Карпиха, Пелевинский с/с, № 318 от 22.10.1986
- Кашкино, Елнатский с/с, № 483 от 26.10.1964
- Киларево, Пелевинский с/с, № 318 от 22.10.1986
- Киреиха, Михайловский с/с, № 809 от 9.12.1974
- Ковальки, Чуркинский с/с, № 483 от 26.10.1964
- Кодочигово, Чуркинский с/с, № 86 от 17.02.1972
- Козино, Обжерихинский с/с, № 20/11 от 15.11.1976
- Комарово, Соболевский с/с, № 318 от 22.10.1986
- Конново, Елнатский с/с, № 17/9 от 11.11.1979
- Корениха, Задорожский с/с, № 20/11 от 15.11.1976
- Коростелево, Обжерихинский с/с, № 664 от 20.11.1972
- Корягино, Каменниковский с/с, № 38 от 13.01.1969
- Костяево Малое, Махловский с/с, № 20/11 от 15.11.1976
- Кочергинская, Михайловский с/с, № 17/9 от 11.11.1979
- Крутово, Чуркинский с/с, № 38 от 13.01.1969
- Кулачиха, Обжерихинский с/с, № 483 от 26.10.1964
- Лаврово, Соболевский с/с, № 29 от 22.01.1998
- п. Лесогорский, Каменниковский с/с, № 318 от 22.10.1986
- Лиственская, Соболевский с/с, № 17/9 от 11.11.1979
- Лужки, Задорожский с/с, № 86 от 17.02.1972
- Лукинка, Обжерихинский с/с, № 483 от 26.10.1964
- Лыково, Махловский с/с, № 483 от 26.10.1964
- Макариха, Обжерихинский с/с, № 20/11 от 15.11.1976
- Маковик, Махловский с/с, № 21/16 от 12.12.1977
- Медведки, Соболевский с/с, № 29 от 22.01.1998
- Медведково, Елнатский с/с, № 483 от 26.10.1964
- Милюшино, Елнатский с/с, № 809 от 9.12.1974
- Митинская, Обжерихинский с/с, № 664 от 20.11.1972
- Моклочиха, Обжерихинский с/с, № 38 от 13.01.1969
- Мордвиново, Елнатский с/с, № 318 от 22.10.1986
- Мочалки, Соболевский с/с, № 483 от 26.10.1964
- Напалково, Обжерихинский с/с, № 86 от 17.02.1972
- Непрово, Задорожский с/с, № 809 от 9.12.1974
- Нестериха, Соболевский с/с, № 85 от 22.04.1999
- Облазино, Елнатский с/с, № 17/9 от 11.11.1979
- Обухово, Лазаревский с/с, № 86 от 17.02.1972
- Ожгихино, Михайловский с/с, № 86 от 17.02.1972
- Окулиха, Соболевский с/с, № 17/9 от 11.11.1979
- Онишино, Елнатский с/с, № 86 от 17.02.1972
- Опевалово, Лазаревский с/с, № 809 от 9.12.1974
- Осинки, Чуркинский с/с, № 17/9 от 11.11.1979
- Осташково, Чуркинский с/с, № 20/11 от 15.11.1976
- Ошасты, Махловский с/с, № 318 от 22.10.1986
- Петровка, Задорожский с/с, № 483 от 26.10.1964
- Петрово, Задорожский с/с, № 86 от 17.02.1972
- Плешковиха, Задорожский с/с, № 809 от 9.12.1974
- Плохово, Пелевинский с/с, № 318 от 22.10.1986
- Плющиха, Соболевский с/с, № 318 от 22.10.1986
- Погорелка, Пелевинский с/с, № 318 от 22.10.1986
- Полутино, Обжерихинский с/с, № 318 от 22.10.1986
- Понькино, Задорожский с/с, № 809 от 9.12.1974
- Попово, Обжерихинский с/с, № 20/11 от 15.11.1976
- Попово, Соболевский с/с, № 483 от 26.10.1964
- Посернятево, Обжерихинский с/с, № 483 от 26.10.1964
- Потеряй Кошки Большие, Лазаревский с/с, № 483 от 26.10.1964
- Потеряй Кошки Малые, Лазаревский с/с, № 483 от 26.10.1964
- Прислонихино, Задорожский с/с, № 483 от 26.10.1964
- Притыкино, Лазаревский с/с, № 483 от 26.10.1964
- Проталинки, Обжерихинский с/с, № 29 от 22.01.1998
- Рогозиниха, Елнатский с/с, № 17/9 от 11.11.1979
- Родиониха, Щекотихинский с/с, № 17/9 от 11.11.1979
- Ромашево, Задорожский с/с, № 483 от 26.10.1964
- Рябиниха, Пелевинский с/с, № 17/9 от 11.11.1979
- Сажино, Обжерихинский с/с, № 20/11 от 15.11.1976
- Сафрониха, Пелевинский с/с, № 29 от 22.01.1998
- Сафутиха, Обжерихинский с/с, № 318 от 22.10.1986
- Селезенево, Михайловский с/с, № 29 от 22.01.1998
- Селенка, Пелевинский с/с, № 318 от 22.10.1986
- Семёновка, Задорожский с/с, № 86 от 17.02.1972
- Сенничиха, Обжерихинский с/с, № 483 от 26.10.1964
- Серюпитино, Михайловский с/с, № 86 от 17.02.1972
- Синцово, Михайловский с/с, № 86 от 17.02.1972
- Слащиха, Обжерихинский с/с, № 483 от 26.10.1964
- Слезиха, Елнатский с/с, № 483 от 26.10.1964
- Слободиниха, Задорожский с/с, № 86 от 17.02.1972
- Соколиха, Соболевский с/с, № 483 от 26.10.1964
- Стрелка, Задорожский с/с, № 86 от 17.02.1972
- Суровцы, Каменниковский с/с, № 86 от 17.02.1972
- Татариново, Елнатский с/с, № 86 от 17.02.1972
- Татариново, Обжерихинский с/с, № 483 от 26.10.1964
- Татьяниха, Щекотихинский с/с, № 318 от 22.10.1986
- Теплово, Махловский с/с, № 318 от 22.10.1986
- Титково, Махловский с/с, № 483 от 26.10.1964
- Тишино, Задорожский с/с, № 483 от 26.10.1964
- Толстопалово, Елнатский с/с, № 483 от 26.10.1964
- Тренино, Обжерихинский с/с, № 483 от 26.10.1964
- Тренино, Пелевинский с/с, № 318 от 22.10.1986
- Тюриково, Чуркинский с/с, № 86 от 17.02.1972
- Тютьково, Лазаревский с/с, № 483 от 26.10.1964
- Ураниха, Соболевский с/с, № 483 от 26.10.1964
- Усово, Махловский с/с, № 483 от 26.10.1964
- Феденево, Елнатский с/с, № 483 от 26.10.1964
- Фефелиха, Лазаревский с/с, № 809 от 9.12.1974
- Фокино, Михайловский с/с, № 86 от 17.02.1972
- Харино, Обжерихинский с/с, № 483 от 26.10.1964
- Холмы, Задорожский с/с, № 86 от 17.02.1972
- Худяково, Задорожский с/с, № 483 от 26.10.1964
- Чудь Большая, Михайловский с/с, № 86 от 17.02.1972
- Чудь Малая, Михайловский с/с, № 86 от 17.02.1972
- Чуркино Малое, Чуркинский с/с, № 483 от 26.10.1964
- Шарахово, Махловский с/с, № 29 от 22.01.1998
- Шипулино, Чуркинский с/с, № 20/11 от 15.11.1976
- Шишкино, Соболевский с/с, № 17/9 от 11.11.1979
- Щеголихино, Пелевинский с/с, № 29 от 22.01.1998
- Щипакино, Соболевский с/с, № 483 от 26.10.1964
- Яблоново, Елнатский с/с, № 318 от 22.10.1986
- Якимово, Елнатский с/с, № 483 от 26.10.1964
- Якушино, Обжерихинский с/с, № 483 от 26.10.1964
- Якушиха, Пелевинский с/с, № 17/9 от 11.11.1979